# José Janene
José Mohamed Janene  (Santo Inácio, 12 de setembro de 1955 – São Paulo, 14 de setembro de 2010) foi um empresário, pecuarista e político brasileiro, filiado ao Partido Progressista (PP). Dono de várias fazendas e negócios, principalmente na cidade de Londrina, onde viveu, foi na política que Janene  ganhou visibilidade como um dos pivôs do escândalo do mensalão, e posteriormente teve seu nome envolvido na cassação do ex-prefeito de Londrina Antonio Belinati, em 2000, no escândalo londrinense AMA Comurb e no escândalo do Petrolão.
Foi o primeiro e único muçulmano a ocupar um cargo no congresso nacional da história do Brasil.

## Biografia
Janene era o líder do PP na Câmara dos Deputados na época do escândalo, sendo apontado como o destinatário de 4,1 milhões de reais repassados pelo esquema operado pelo publicitário Marcos Valério. Dos 19 parlamentares acusados de envolvimento no chamado "valerioduto", Janene foi o último a ser julgado pelo plenário da Câmara. Mesmo com o processo instalado em 17 de outubro de 2005, a Comissão de Ética da Câmara demorou mais de treze meses para votar o parecer que recomendava a cassação de Janene. Desde setembro de 2005, quando entrou em licença médica, Janene conseguiu por várias vezes atrasar o processo, alegando problemas de saúde. Chegou a pedir aposentadoria antes da votação, mas o pedido foi rejeitado pela direção da Câmara.
No dia 6 de dezembro de 2006 o então deputado licenciado foi absolvido em uma sessão esvaziada. Na votação secreta, 210 deputados votaram pela cassação, 128 pela absolvição, cinco em branco e 23 abstenções. Para cassá-lo, seriam necessários pelo menos 257 votos, mas o baixo quórum da sessão ajudou a livrá-lo. Em 31 de dezembro de 2006, o Diário Oficial da União publicou decisão da Câmara Federal, que concedeu à Janene aposentadoria de 12,8 mil reais por invalidez. Em 15 de setembro de 2006, teve uma fazenda, a 3 Jota, que fica no distrito de Guaravera, em Londrina, invadida por integrantes do MST que alegavam que a propriedade havia sido adquirida com dinheiro proveniente de corrupção, devendo ser destinada à reforma agrária.
Em 2009 novas denúncias sobre lavagem de dinheiro voltaram a atormentar José Janene, agravando sua cardiopatia. Desde então Janene vinha sendo investigado novamente. Devido ao agravamento de seu estado de saúde causado por um acidente vascular cerebral e da criação da Lei da Ficha Limpa, Janene se viu obrigado a abandonar definitivamente sua carreira eleitoral e passou a operar nos bastidores.
Foi vítima de AVC em fevereiro de 2010, quando então planeja sua volta à política. Ficou três meses aguardando um transplante cardíaco, que não ocorreu, morrendo em 14 de setembro de 2010, no Instituto do Coração, na cidade de São Paulo. Seu corpo foi enterrado no Cemitério Islâmico de Londrina.
Em 2014 Janene voltou aos meios de comunicação em massa, quando o Ministério Público Federal (MPF) evidenciou que fora ele um dos mentores do esquema de propinas nas estatais brasileiras, beneficiando políticos do PP, segundo delação do doleiro Alberto Youssef. Desta vez integrantes de sua família são arrolados como réus em um dos inquéritos da operação Lava Jato além dos políticos Pedro Corrêa (ex-presidente do PP) e seu assessor João Cláudio Genu e o André Vargas (PT), denúncias 13, 26, 28, 29, 45 e 55.